# Francesco Eschinardi
Francesco Eschinardi fue un jesuita, matemático y escritor nacido en 1623 y fallecido en 1703.

## Biografía
Francesco abrazó en su juventud la regla de San Ignacio y profesó durante mucho tiempo la filosofía y retórica. Obtuvo el cargo de enseñar matemáticas en Florencia, Perugia y en un Colegio Romano. En 1622, predicó en el "Jour de Pàques" (Huevo de Pascua), en presencia de Alejandro VII, mereciendo los elogios del sumo pontífice y fue imprimido por orden del maestro del sacro-palacio.
Fue admitido en la Academia físico-matemática, fundada en 1677, bajo la protección de la reina de Suecia, por Giovanni Giustino Ciampini (1633-1698), doctor en derecho, canciller apostólico, fundador de otra academia en Roma para la historia eclesiástica, y dio lectura en la citada academia de un gran número de Memorias sobre cuestiones curiosas. Tuvo como amigos a los principales prelados de la Corte de Roma, así como a sabios distinguidos de Italia y Francia (algunas otras obras de Ciampini: "Vetera monimenta", Romae, J.J. Komarek, 1690-99, 2 vols.; De sacris aedificiis a Constantino Magno constructis, Romae. J.J. Komarek, 1693)
Como escritor, publicó diversas obras, entre ellas un tratado de un reloj hidráulico, de física y matemáticas, un curso abreviado de filosofía dedicada al cardenal Flavio Chigi (1631-1693), problemas de óptica, de literatura, arquitectura civil y militar y otras obras bajo el nombre académico de Costanzo Amichevoli, como el istmo de Suez, naturaleza de los cometas, la aguja imantada, agricultura romana, donde Ridolfino Venuti (1705-1763), célebre anticuario y arqueólogo, dio una edición aumentada en 1750 (otras obras de Venuti: "Antiqua numismata", Romae: C. Cameralis, 1739-44, 2 vols; "Numismata romanorum pontificum praestantiora...", Romae: J.B. Bernabò & J. Lazzarini, 1744; "Veteris Latii antiqua vestigia,....", Romae: J.G. Salamoni, 1751, y otras).

## Obras

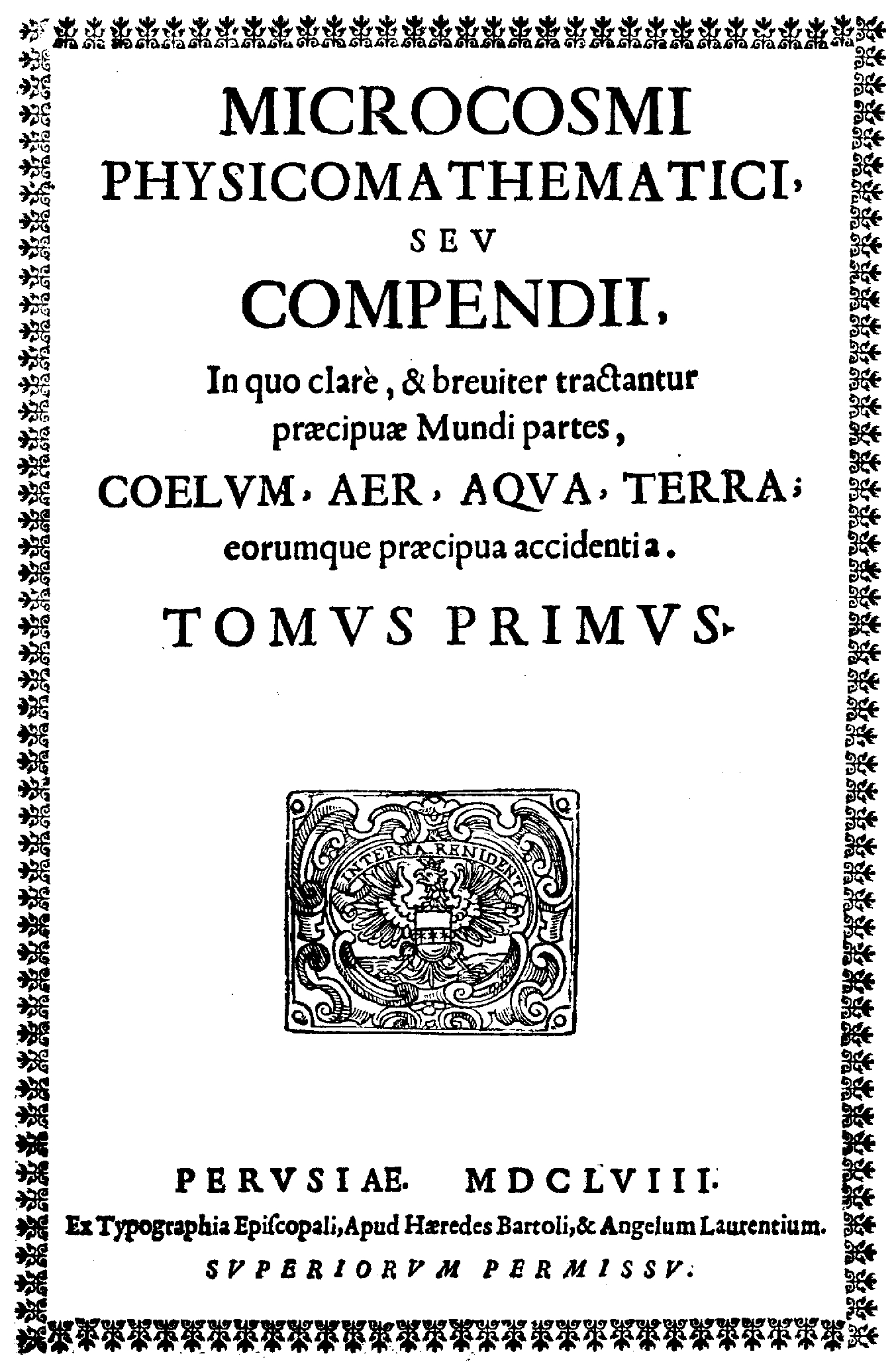
Microcosmi physicomathematici, 1658

- Apendix ad exodium de tympano, Roma, 1648; 1656 in-4º.
- Microcosmus physico-matematicus, 1658, in-fol.
- Simulacrum ex chisiis montibus, Roma, 1661, in-fol.
- Dialogus opticus, Rome, 1666, in-4º.
- Architettura civile ridotta a metodo facile e breve, Terni, 1675.
- Architettura militare ridotta.., Roma, 1684, in-fol.
- Lettera nella quale contengono alcuni discorsi fisico-matematici, Roma, 1681, in-4º. (dirigida a Francesco Redi)
- Dicorso fatto nell'accademia fisico-matematica, tenuta li 5 di gennajo 1681, sopra la cometa nuovamente apparsa, Roma, 1681, in-4º.
- De impetu tum solidorum, tum fluidorum tractatus duplex, Roma, 1684, in-4º.
- Cursus physico-matematicus, Roma, 1689, in-4º.
- Descrizione di Roma e dell'agro romano, Bologna: A. Forni, 1973.
- De sono-pneumatico
- De giorni Canicoluri
- Regole di trasnmutare il tempo ordinario, degli orinoli in pendula
- Lettera familiare sopra monte testaccio e via ostiense, Roma, 1697, in-4º.
- Otras